# João Bernardo Vieira
João Bernardo „Nino“ Vieira (27. dubna 1939 – 2. března 2009) byl politik Guiney-Bissau, bývalý premiér, viceprezident a prezident Guiney-Bissau (v letech 1980 až 1999 a od roku 2005 až do svého zavraždění v roce 2009).

## Život
Narodil se 27. dubna 1939 v Bissau, tehdejším městě portugalské Guineje. Původně se vyučil elektrikářem, v roce 1960 vstoupil do Africké strany za nezávislost Guineje a Kapverd (PAIGC) Amílcara Cabrala a brzy se stal klíčovým hráčem v partyzánské válce proti portugalské koloniální nadvládě.

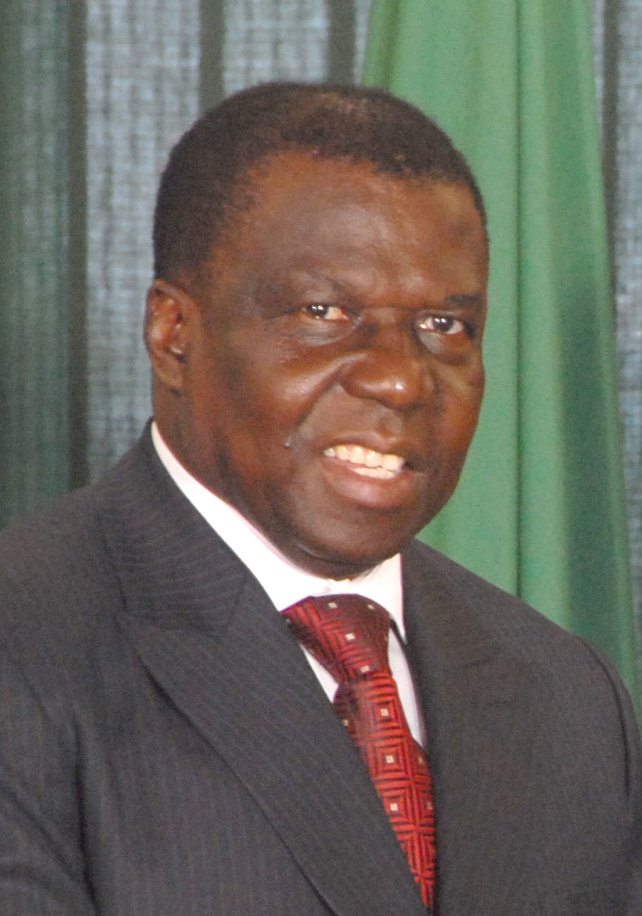
João Bernardo Vieira v roce 2005

Po volbách do regionálních rad konaných koncem roku 1972 v oblastech pod kontrolou PAIGC, které vedly k vytvoření ústavodárného shromáždění, byl jmenován předsedou Národního lidového shromáždění. Partyzánská válka se začala obracet proti Portugalcům, protože výdaje, škody a ztráty na lidských životech zůstávaly pro Portugalsko zátěží. Po státním převratu v Portugalsku v roce 1974 začala nová portugalská revoluční vláda, která svrhla lisabonský režim Estado Novo, vyjednávat s PAIGC. Vzhledem k tomu, že jeho bratr Amílcar byl v roce 1973 zavražděn, stal se Luís Cabral po vyhlášení nezávislosti 10. září 1974 prvním prezidentem nezávislé Guineje-Bissau.
Dne 28. září 1978 se stal Vieira předsedou vlády Guinea-Bissau.
Nenávist vůči prezidentovi Cabralovi vzrůstala, a proto v roce 1980 zemi vojenským pučem ovládl Vieira. V roce 1991 byly povoleny opoziční strany. O tři roky později zvítězil v prezidentských volbách. Na konci občanské války v letech 1998 a 1999 byl svržen a odešel do exilu. V roce 2005 se vrátil na politickou scénu a zvítězil v prezidentských volbách.
V úřadu pokračoval až do 2. března 2009, kdy byl zabit vojáky. Zřejmě se jednalo o odplatu za výbuch bomby, při kterém byl několik hodin předtím zabit velitel armády generál Batista Tagme Na Waie. Armáda tato obvinění popřela.

## Politické posty
- Politický komisař a vojenský velitel regionu Catió (1961)

- Vojenský velitel Jižní fronty (1964)
- Člen politického byra PAIGC (1964–1965)
- Místopředseda válečné rady PAIGC (1965–1967)
- Delegát politického byra Jižní fronty (1967–1970)
- Člen výkonného výboru válečné rady PAIGC (1970–1971)
- Člen stálého sekretariátu PAIGC (1973–???)
- V roce 1973 jmenován zástupcem generálního tajemníka PAIGC.
- Předseda Lidového národního shromáždění (1973–1978)
- Viceprezident Guineje-Bissau (březen 1977–14. listopadu 1980)
- předseda vlády Guineje-Bissau (28. září 1978–14. listopadu 1980)
- předseda Rady revoluce (14. listopadu 1980–14. května 1984)
- předseda Státní rady (16. května 1984–29. září 1994)
- prezident Guineje-Bissau (29. září 1994–7. května 1999)
- prezident Guineje-Bissau (1. října 2005–2. března 2009)